# Jugurtha (poème)
Pour les articles homonymes, voir Jugurtha et Jugurtha (homonymie).
Jugurtha est un poème en soixante-quinze vers latins écrit par d'Arthur Rimbaud à l'âge de quatorze ans, dans lequel il rend hommage au légendaire roi numide Jugurtha (160 av. J.-C. – 105 av. J.-C.) en le comparant à l'émir Abdelkader. Il est écrit pour le concours de l'Académie de Douai, en juillet 1869, et reçut le premier prix.